# 그리스와 덴마크의 공주 체칠리아
그리스와 덴마크의 공주 체칠리아(그리스어: Πριγκίπισσα Καικιλία της Ελλάδας και Δανίας 프링기피사 케킬리아 티스 엘라다스 케 다니아스[*], 독일어: Prinzessin Cecilia von Griechenland und Dänemark 프린체신 체칠리아 폰 그리헨란트 운트 데네마르크[*], 1911년 6월 22일 ~ 1937년 11월 16일)는 그리스와 덴마크의 왕족이자 명목상 헤센 대공비(재위: 1937년 10월 9일 ~ 1937년 11월 16일)이다. 그리스어 이름은 케킬리아(그리스어: Καικιλία), 덴마크어 이름은 세실리(덴마크어: Cecilie)이다.

## 생애
체칠리아는 그리스 아테네에서 북쪽으로 15km 정도 떨어진 곳에 위치한 타토이궁(Tatoi)에서 그리스와 덴마크의 왕자 안드레아스와 바텐베르크 공녀 앨리스의 셋째 딸로 태어났으며 에든버러 공작 필립의 누나이기도 하다. 그의 자매로는 언니인 마르가리타, 테오도라, 여동생인 소피아가 있다.
본래 그녀가 속한 그리스 왕실은 원래 덴마크의 글뤽스부르크가에서 왔을 뿐 그리스와는 별 관계가 없었기 때문에 항상 위태로운 상태였다. 거기다 안드레아스와 앨리스 부부는 사이가 좋지 않았다. 1922년에는 자신의 외삼촌인 루이 마운트배튼과 에드위나 애슐리 부부의 결혼식에서 자신의 자매들과 함께 신부 들러리 역할을 맡았다.
체칠리아는 1931년 2월 2일에 독일 다름슈타트에서 명목상 헤센 대공세자인 게오르크 도나투스 폰 헤센다름슈타트(1906년 ~ 1937년)와 결혼했으며 1937년 5월 1일에는 남편과 함께 국가사회주의 독일 노동자당(나치당)에 입당했다. 1937년 10월 9일에 자신의 시아버지였던 헤센 대공국의 에른스트 루트비히 폰 헤센 대공이 병사하면서 그의 시동생인 루트비히 폰 헤센다름슈타트와 마거릿 캠벨 게데스 부부의 결혼식이 미뤄졌다.
1937년 11월 16일에 남편 게오르크 도나투스, 시어머니 엘레오노레 추 졸름호엔졸름리히, 두 아들 루트비히, 알렉산더와 함께 영국 런던에서 열린 루트비히 폰 헤센다름슈타트의 결혼식에 참석하기 위해 비행기를 타고 가던 도중에 비행기가 악천후로 인해 벨기에 오스텐더 근교에 위치한 공장의 굴뚝을 들이받고 추락하면서 탑승자 전원이 사망했다. 체칠리아는 사망 당시에 넷째 아이를 임신한 지 8개월이 지난 상태였다.

## 자녀
체칠리아는 게오르크 도나투스 폰 헤센다름슈타트와의 사이에서 2남 1녀를 두었다.
| 사진 | 이름                     | 생일             | 사망                   | 기타                                          |
| ---- | ------------------------ | ---------------- | ---------------------- | --------------------------------------------- |
|      | 루트비히                 | 1931년 10월 25일 | 1937년 11월 16일 (6세) | 비행기 사고로 사망                            |
|      | 알렉산더                 | 1933년 4월 14일  | 1937년 11월 16일 (4세) | 비행기 사고로 사망                            |
|      | 요하나                   | 1936년 9월 20일  | 1939년 6월 14일 (2세)  | 집에 남겨져서 사고는 면했지만 수막염으로 사망 |
|      | 신원을 알 수 없는 사산아 | 1937년 11월 16일 | 1937년 11월 16일       | 비행기 사고로 사산                            |

## 참고 문헌
- Duff, David (1979). 《Hessian Tapestry: Hesse Family and British Royalty》 (영어). David & Charles. ISBN 0715378384.
- Mitterrand, Frédéric (1999). 《Mémoires d'exil》 (프랑스어). Robert Laffont. 333쪽. ISBN 978-2-221-09023-7.
- Petropoulos, Jonathan (2006). 《Royals and the Reich: The Princes von Hessen in Nazi Germany》 (영어). Oxford University Press. 524쪽. ISBN 978-0-19-533927-7.
- Van der Kiste, John (1994). 《Kings of the Hellenes: The Greek Kings, 1863-1974》 (영어). Sutton Publishing. ISBN 0-7509-2147-1.